# Basin Head
Basin Head är en udde i Kanada.   Den ligger i provinsen Prince Edward Island, i den östra delen av landet, 1 100 km öster om huvudstaden Ottawa.
Terrängen inåt land är platt. Havet är nära Basin Head åt sydost. Trakten är glest befolkad. Närmaste större samhälle är Souris, 10,9 km väster om Basin Head. 